# Olhando o Infinito
Olhando o Infinito é o álbum de estreia da banda de rock cristão Os Cantores de Cristo, lançado em 1973 pela gravadora Favoritos Evangélicos.

## Faixas

### Lado A
1. Olhando o Infinito
2. Já Pensaste?
3. Eu preciso de Você
4. Não é uma Pena
5. No Mundo a Gente Chora
6. Só para Jesus

### Lado B
1. De que lado você vai ficar?
2. Volte Atrás
3. Vou Contar-lhes
4. Jesus Sempre te Amo
5. Cristo é Real
6. Se os Amigos me Enganam